# Vipeholm-Experimente

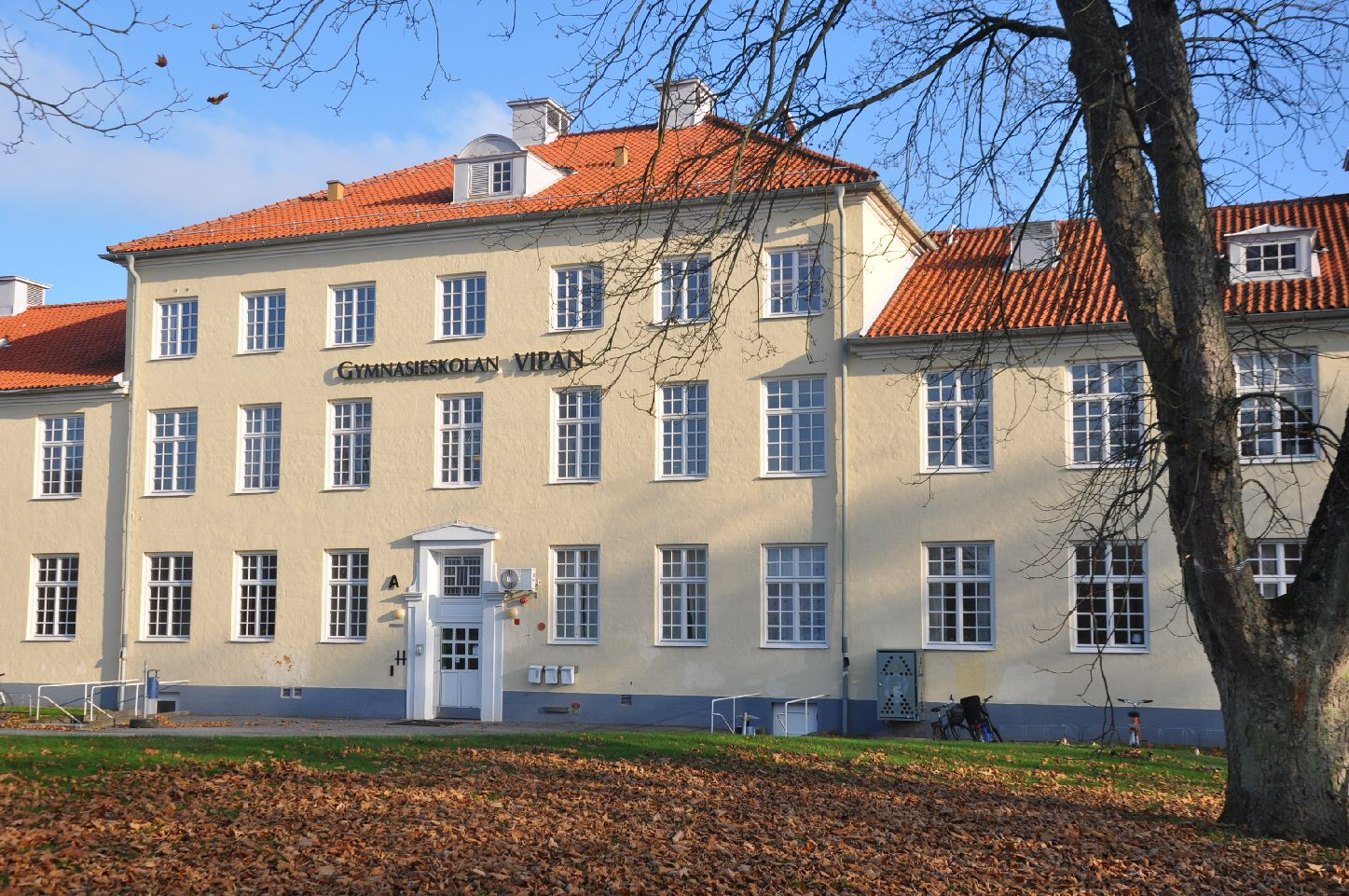
Das ehemalige Vipeholm-Krankenhaus ist heute eine Sekundarschule in Lund

Bei den Vipeholm-Experimenten im schwedischen Lund von 1945 bis 1955 handelte es sich um drei medizinische Untersuchungen an Patienten und Mitarbeitern der Vipeholm-Anstalt für damals so genannte „schwererziehbare, unbildbare Schwachsinnige“. Sie bestanden aus Experimenten zur Verhinderung von Karies durch Vitamine und Mineralien 1946–1947, Experimenten mit Süßigkeiten 1947–1951 zum Kariesbefall und Experimenten zum Einfluss von Brot auf die Zähne 1953–1955. Die Experimente haben zu einer Forschungsdebatte in der Medizinethik geführt. Verantwortlich waren J. Axel Höjer (1945–1952) und der Leiter der Zahnpflege Arvid Bernhard Maunsbach (1945–1955).

## Ausgangspunkt
Anfang des 20. Jahrhunderts hatten die meisten Kinder in Schweden schlechte Zähne, und 1942 fast alle schwedischen Wehrpflichtigen Karies, die auch bei den Milchzähnen der Dreijährigen schon verbreitet war. Die Forschung fragte, ob die Zahnerkrankung einfach eine häufige Krankheit im Stil der Tuberkulose war oder ob Bakterienbefall die Zähne verrotten ließ. Der schwedische Riksdag beauftragte 1939 mit sozialdemokratischer Mehrheit das Zentrale Institut für Medizin, eine Studie durchzuführen, wie Karies verhindert werden könnte. Für das Experiment sollte die Ernährung der Teilnehmer untersucht werden.

## Vipeholm
Im Osten von Lund war das Krankenhaus von Vipeholm seit 1935 eine staatliche Sondereinrichtung für eine „schwierige Pflege“. Die Patienten waren hauptsächlich Männer, aber auch Frauen und Kinder, deren Pflege andere Einrichtungen nicht erfüllen konnten, und wurden in damaliger Terminologie als „niedrige Oligophrene“ bezeichnet, in den 1960er Jahren als „mit schweren geistigen und Verhaltensstörungen zurückgeblieben“. Nur hier gab es eine stabile und kontrollierte Versuchsgruppe für mehrjährige Studien, da die acht Abteilungen es logistisch ermöglichten, stabile Versuchs- und Kontrollgruppen zu bilden.

## Experimente
Das Ziel der Vitamin-Experimente ab 1945 lag in der Verbesserung der Zahngesundheit jedes Teilnehmers und der Kariesverhinderung. Die Forscher hielten die Experimente auch für die Teilnehmer für nützlich. Allerdings wurde keine Zustimmung eingeholt, weder von Kranken noch Verwandten. Die Variablen im Vitamin-Experiment bestanden aus Vitamin- und Mineralstoffpräparaten zu einer ausgewogenen, gängigen Grundnahrung von 2800 kcal/Tag. Während der Brotexperimente bestand sie aus klebrigem Brot, hartem Brot und altem Brot. Sie blieben ohne Erfolg und wurden nie veröffentlicht. Das meistdiskutierte Experiment war das Zucker-Experiment, weil in Kauf genommen wurde, die Zähne der Teilnehmer zu schädigen.
Bei den Karies-Experimenten stammten nur 150 Personen vom Personal (und sie wurden im Laufe des Experiments ausgeschlossen, weil viele ihre Rationen verschenkten). Wenn Insassen sich widersetzten, durften sie auch nicht teilnehmen. Von den rund 1000 Insassen und 300 Mitarbeitern nahmen daher letztlich etwa 630 Insassen teil. Die acht Testgruppen im Kohlenhydrat-Experiment veränderten ihre Ernährung.
Im langweiligen Alltag von Vipeholm waren die Patienten über die Verteilung von Süßigkeiten froh. Wenn sie diese satt hatten und sie zum Beispiel wegwarfen oder sie in Möbeln versteckten, wurde der Geschmack geändert. Die Lutscher waren speziell gemacht: groß, um lange und klebrig kauen zu müssen, und klebrig, um auf den Oberflächen der Zähne stecken zu bleiben. Karies-Befall wurde festgestellt, und alle Löcher wurden von speziell eingesetzten Zahnärzten repariert, aber erst nach Abschluss des Experiments. Die Vipeholm-Experimente sind der Odontologie zugutegekommen und haben geklärt, dass Zucker bei Zähnen Karies verursacht. In der Folge änderten sich die Empfehlungen für die Zahnhygiene völlig. Zwei Forscher aus Vipeholm, Lisa Swenander Lanka und Bo Krasse, setzten ihre Zusammenarbeit nach der Schließung der Versuchsstation 1955 fort und propagierten die Idee, dass ein Tag des Süßigkeitenkonsums an einem Tag in der Woche weniger gefährlich sei als ein moderater Konsum während der ganzen Woche, was die Empfehlung in Schweden verbreitete, nur samstags Süßigkeiten zu essen (lördagsgodis).
Aus ethischer Sicht ist die Debatte über Vipeholmsexperimente noch relevant, wie Forschung, die den experimentellen Teilnehmern großes Leid verursacht hat, dem Verständnis von neuem Wissen zugutegekommen ist, und zum Teil als Beispiele dafür, wie das Medizinische Institut und die beauftragten Forscher die Studie geleitet haben.

## Einzelbelege
1. ↑  Axel Höjer - Alchetron, The Free Social Encyclopedia. 18. August 2017, abgerufen am 8. August 2025 (amerikanisches Englisch).
2. ↑  Elin Bommenel (2006): Sockerförsöket. Kariesexperimenten 1943–1960 på Vipeholms sjukhus för sinnesslöa. Lund: Arkiv förlag.
3. ↑  The Vipeholm Experiments and the Dark Origins of Saturday Candy. 9. November 2024, abgerufen am 6. August 2025.